# Leptomiza parableta
Leptomiza parableta là một loài bướm đêm trong họ Geometridae.